# Haumea (Pectinidae)
Haumea is een geslacht van tweekleppigen uit de  familie van de Pectinidae (mantelschelpen). 

## Soorten
- Haumea loxoides (G. B. Sowerby III, 1882)
- Haumea minuta (Linnaeus, 1758)
- Haumea rehderi (Grau, 1960)